# Неплях Євген Сергійович
Євген Сергійович Неплях (нар. 11 травня 1992, Дніпропетровськ) — український футболіст, захисник. Колишній гравець молодіжної збірної команди України.

## Клубна кар'єра
Народився 11 травня 1992 року в спортивній родині. Батько Сергій Неплях (1965 р.н.) займався футболом, але не професійно, грав на аматорському рівні. У футбол потрапив завдяки своєму старшому братові. Він навчався у першому класі, і його з хлопцями запросили займатися футболом. Євгену стало цікаво, і він попросив батьків відвести його в цю ж секцію, де й почав займатися футболом з п'яти років. Першим тренером у команді «Інтер» був Геннадій Григорович Шур. Займалися на полі спортивного інтернату, в який Неплях потрапив уже в 13-річному віці.
У чемпіонаті ДЮФЛ виступав за дніпропетровські УФК (2005—2007) та «Дніпро» (2007—2009). У ДЮФЛ провів 69 ігор, забив 2 м'ячі.
2009 року підписав свій перший контракт з «Дніпром» і став виступати за команду в молодіжному чемпіонаті. За дніпрян в чемпіонаті дублерів провів 80 ігор, забив 5 голів. Дебютував 6 серпня 2009 року у зустрічі з київським «Арсеналом» (5:1), замінивши на 75-й хвилині Віталія Каверіна. Першим голом у цій першості відзначився 25 серпня того ж року, забивши в Ужгороді м'яч у ворота «Закарпаття» (3:0). Проте за основну команду «Дніпра» так і не провів жодної офіційної гри.
В червні 2012 року разом з одноклубником Артуром Карнозою підписав контракт з першоліговим «Севастополем», за який 14 липня того ж року дебютував у професійному футболі в матчі Першої ліги проти «Нафтовика-Укрнафти» (2:2), відігравши весь матч. Всього в першому сезоні відіграв 16 матчів в чемпіонаті, допомігши клубу посісти перше місце і вийти в Прем'єр-лігу.
В Прем'єр-лізі дебютував 14 липня 2013 року у грі проти «Чорноморця» (1:1), в якій провів на полі усі 90 хвилин. Всього в першому для себе сезоні в УПЛ Євген взяв участь у 16 поєдинках за «Севастополь». Однак у зв'язку з тим, що влітку 2014 року кримський клуб припинив своє існування, Неплях довелося шукати нове місце роботи.
На початку липня 2014 року Євген підписав трирічний контракт із грецьким «Платаніасом», який покинув на правах вільного агента наприкінці 2015 року.
Наприкінці лютого 2016 року став гравцем «Карпат». На початку травня того ж року залишив львівський клуб.
18 червня 2016 року став гравцем рівненського «Вереса». З початку сезону 2017/18 Неплях грав у складі клубу «Маріуполь», зіграв у Прем'єр-лізі 18 матчів.
З початку сезону 2017/18 Євген Неплях став гравцем клубу першої ліги «Волинь» з Луцька. Дебютував у новій команді 28 липня 2018 року в матчі з клубом «Металіст 1925». У складі луцької команди за 2 сезони провів 28 матчів у Першій лізі. Взимку 2020 покинув лучан на правах вільного агента.
Після тривалого періоду без клубу у серпні 2020 року підписав річний контракт з «Олімпіком» (Донецьк). Втім, зігравши за команду лише один матч у Прем'єр-лізі, ще до закриття трансферного вікна Неплях покинув клуб і перейшов у першоліговий «Альянс» (Липова Долина).

### Збірна
2010 року викликався до юнацької збірної команди України (U-18), за яку провів два матчі.
З 2013 по 2014 рік викликався Сергієм Ковальцем до молодіжної збірної України.

## Досягнення
- Переможець Першої ліги України: 2012/13

## Особисте життя
Одружений з батутисткою Сюзанною Антоновою, з якою разом навчалися у спортивному інтернаті, де і познайомилися. 2007 року, у віці 14 років, вона стала чемпіонкою країни зі стрибків на батуті, і її включили в національну збірну раніше терміну. 2009 року виграла Кубок світу. Має дочку Сніжанну (нар. 30 квітня 2012 року).
Закінчив Дніпропетровський державний інститут фізичної культури і спорту, отримав спеціальність тренера.